# Gran Lògia Femenina d'Espanya
La Gran Lògia Femenina d'Espanya és una organització francmaçònica nascuda a Barcelona el 2005 que prové de la Gran Lògia francesa. Comparteix espai amb altres tres lògies, i només accepta dones perquè "se senten més còmodes". La lògia té la seu al Barri de Sant Andreu a Barcelona i es reuneix cada 15 dies en trobades anomenades "tingudes" les quals poden ser "tingudes blanques" quan s'hi convida a gent particular per explicar-li com funciona la lògia i valorar si voldria entrar-hi. Destaca per tenir la membre maçona més jove amb una edat de 23 anys i que és una de les 250 "germanes que formen la Gran Lògia Femenina d'Espanya, que és la més gran de l'Estat espanyol, ja que agrupa una desena de lògies d'arreu d'Espanya.
L'origen d'aquesta lògia se situa quan tres lògies femenines d'Espanya s'uniren en la primera Gran Lògia Femenina d'Espanya, ja que fins llavors pertanyien a la Gran Lògia Femenina de França, la gran mestra de la qual Marie François Blanchet transmetria el 4 de juny de 2005 la patent maçònica a la nova gran mestra espanyola Paquita Valenzuela. Les tres lògies femenines espanyoles que s'uniren foren Luz Primera, Yetzirah de Montserrat de Barcelona i Asiyah del Canigó de Girona, totes tres de Catalunya tot i tenir membres en actiu a Madrid, Astúries, Balears, València, Canàries, Alacant i Osca. La setantena de dones que formaven part d'aquelles tres lògies havien considerat que llavors la maçoneria femenina espanyola ja tenia l'entitat i la maduresa suficients per a independitzar-se de França, tot i que mantindrien el vincle amb les "germanes" franceses a través del Comitè de Ligazón Internacional de la Maçoneria Femenina, que agrupa lògies de tot el món. La dependència de França s'havia degut a la situació "anormal" històrica en l'Estat espanyol, en el qual la maçoneria havia sofert persecució i mala imatge durant el Franquisme i que perduraria en temps posteriors. No seria fins als anys vuitanta que la maçoneria començaria a renéixer de nou a l'Estat espanyol i deixaria de dependre de la maçoneria francesa.